# Proepipona lateralis
Proepipona lateralis är en stekelart som först beskrevs av Fabricius 1781.  Proepipona lateralis ingår i släktet Proepipona och familjen Eumenidae.

## Underarter
Arten delas in i följande underarter:
- P. l. lateropictus
- P. l. marginiscutis